# Bienertia kossinskyi
Bienertia kossinskyi là loài thực vật có hoa thuộc họ Dền. Loài này được (Iljin) Tzvelev mô tả khoa học đầu tiên năm 1993.